# Keiji Mori
Pour les articles homonymes, voir Mori.
Keiji Mori est un joueur de shōgi professionnel japonais né le 6 avril 1946 à Nakamura dans la préfecture de Kōchi.
Keiji Mori a remporté les titres majeurs de Kisei (en 1982) et de Ōi (en 1988).

## Biographie et carrière
Keiji Mori est né en avril 1960 à Nakamura (préfecture de Kōchi).
Il est devenu 4e dan professionnel en avril 1968 et a été classé 9e dan à partir de décembre 1985.
Il a remporté :
- le titre de Kisei au premier semestre 1982 contre Tatsuya Futakami ;
- le titre de Ōi : en 1988 contre Koji Tanigawa ;
- le championnat Hayazashi (Hayazashi Shogi Senshuken) en 1988 contre Yoshikazu Minami.

Michio Takahashi a été challenger du Meijin en 1978 contre Makoto Nakahara et de l'Oza en 1995 contre contre Yoshiharu Habu.
Il a perdu deux fois en finale du Kisei (au premier semestre 1977 et deuxième semestre 1982) et deux fois de la coupe NHK (en 1979 et 1986).
En 1989, il perdit son titre d'Oi face à Koji Tanigawa. Il perdit également la finale du Osho en 1983 contre Kunio Yonenaga.